# Da-Hae Kim
Da-Hae Kim, pianiste de musique classique née en Corée du Sud en 1989.

## Biographie
Da-Hae Kim est née à Séoul, Corée du Sud, en 1989. Elle a étudié à l'Art Middle School et à l'Art School de Séoul. En 2005, Elle est diplômé de la Yewon Arts University (en) de Séoul et depuis cette année-là, elle étudie avec Karl-Heinz Kämmerling, d'abord au Mozarteum de Salzbourg (Autriche), puis à l'Université du Théâtre Musical et des Médias de Hanovre, en Allemagne.
Elle a donné des concerts avec la Royal Philarmonic Orchestra, a agi dans le Centre d'Arts de Séoul, en Allemagne, l'Autriche, le Liechtenstein, Pays-Bas et l'Espagne.

### Prix décernés
- Gagnante du Sam-Ik, Concours Juvénile de Séoul, en 2000
- Gagnante du Concours Eumak Journal de Séoul, en 2001
- Gagnante du Concours Universitaire Chung-Ang de Séoul, en 2002
- Diplôme honorifique de finaliste dans le Concours International de Musique de Marbella, Espagne, en 2017[1]
- Première prix au Festival de Musique de Caméra Allegro Vif d'Autriche, en 2017
- Première prix lors du 37 Concours international de Piano Delia Steinberg, Madrid, Espagne, en avril de 2018[2]